# Černice (potok)
Černice (německy  a na německém území Bayerische Schwarzach) je vodní tok v zemském okrese Schwandorf a zemském okres Cham vládního obvodu Horní Falc v Bavorsku v Německu a v okrese Domažlice v Plzeňském kraji, Böhmische Schwarzach (na českém území jako Nemanický potok), zdrojnice Schwarzachu.
Délka toku měří 24,6 km, z toho na území Česka 6,3 km.
Plocha povodí činí 84,7 km², z toho na území Česka 23,1 km²

## Průběh toku
Potok pramení v nadmořské výšce 778 metrů na německé straně Českého lesa (v Německu Oberpfälzer Wald) při česko-bavorské hranici. V některých mapách, např. Mapy.cz je jeho pramen přímo na státní hranici u hraničního znaku 8D.
Na českém území teče potok převážně jižním směrem a mezi hraničními znaky 8–14 tvoří státní hranici mezi Českem a Německem v délce 7,3 km.
Území Česka opouští jižně od zaniklé vesnice Švarcava. Po opuštění českého území pokračuje v Bavorsku jihozápadním směrem, kolem jednotlivých domů v Lenkenthalu, místní části obce Tiefenbach, za níž se mění směr toku na západ. Následuje úzké východozápadně orientované průlomové údolí, za nímž opět nabírá svůj převládající severojižní směr. Jihozápadně od Treffelsteinu je potok přehrazen a tvoří 1,5 km dlouhé jezero Silbersee, které je využíváno jako jezero ke koupání. Po spojení potoků Bayerische Schwarzach a Böhmische Schwarzach tvoří řeku Schwarzach.